# Левантский буревестник
Левантский буревестник (лат. Puffinus yelkouan) — птица семейства буревестниковых (Procellariidae).

## Описание
Небольшой буревестник, отличимый по маленькому и тонкому чёрному клюву с ноздревыми трубочками и по черноватой окраске верхней стороны, контрастирующей с белым низом тела. Лапы серо-розового цвета, с тёмными вкраплениями. Половой диморфизм не выражен. Длина тела: 30—36 см, размах крыльев 76—89 см, масса тела: 330—480 грамм.

## Распространение
Распространён в Средиземном море, где вид образует колонии различных размеров. Большинство популяций являются перелётными и кочующими, но определённый процент птиц проводит зиму в местах размножения. В Италии гнездится на большинстве малых островов, сосредоточенных в основном в Тирренском море. Тяготеет к открытым морским пространствам, приближаясь к береговой линии только в период размножения. Для гнездования выбирают наклонные стены и скалистые островки, а также каменистые склоны недалеко от моря. Остальное время года птицы держатся в открытом море, изредка появляясь на материке.
Гнездится на островах у западной побережья Греции и в Эгейском море (Цикладские, Спорадские острова), Принцевы острова в Мраморном море, может гнездиться у берегов Египта.
В Чёрном море во время кочёвок доходит до Крыма и Азовского моря, где вид отмечался у берегов Керчи и добыт у Мариуполя. Вид не проникает в Каспийское море (упоминания старых авторов вероятно ошибочны). Птицы кочуют по всей восточной части Средиземного моря, в Босфоре, Мраморном море, в Дарданеллах. Частично является оседлым видом в северо-восточной области Средиземного моря и в Эгейском море, где встречается круглый год. Скопление буревестника Puffinus yelkouan в Чёрном море изменяется в зависимости от времени года. Наименьшее количество особей встречается в прибрежной зоне с июня по конец августа. В трёх районах летом отмечается постоянное скопление буревестников: у Кавказского побережья — в 50—60 км к югу от Анапы, у Крымского — в районе мысов Чауда и Меганом, примерно на таком же расстоянии от берега, и в северо-западной части Чёрного моря — от мыса Тарханкут до устья Дуная.

## Биология

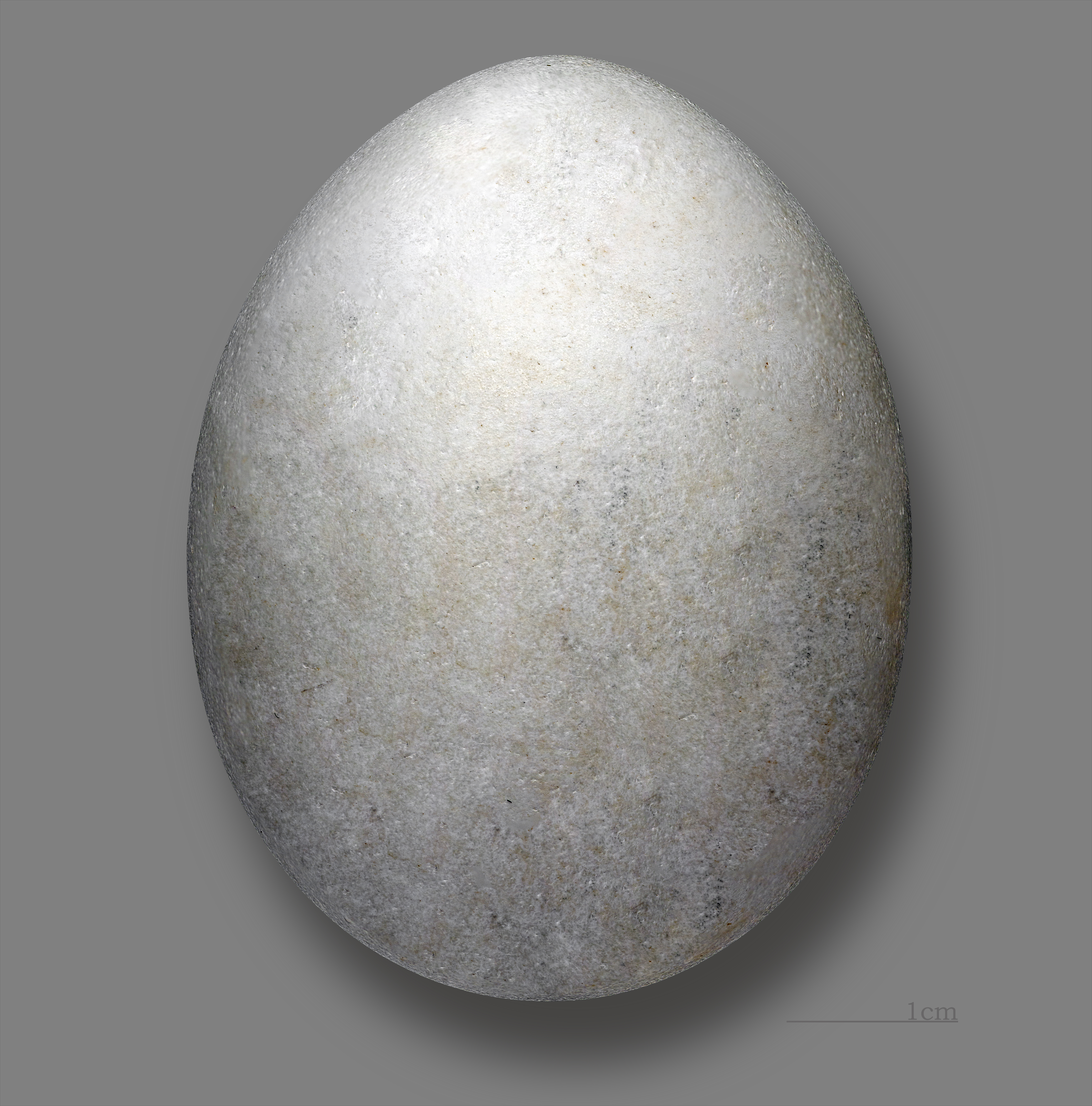
Яйцо

Гнездятся колониями. Птицы моногамны, пары не расстаются по нескольку лет. Период размножения начинается в конце марта-начале апреля. Самка откладывает единственное белое яйцо, которое около 50 дней насиживают оба родителя. Птенец остаётся в гнезде примерно 70 дней. Родители кормят птенцов один раз в сутки — ночью. Уход птенцов в море происходит только ночью. Первое время, спустившись на воду, молодые птицы больше плавают, чем летают.
Питается мелкой рыбой, различными ракообразными и моллюсками.